# Xerxes 1. af Persien
Xerxes 1. (خشایارشا) (ca. 518 f.Kr.–465 f.Kr.) var persisk konge fra 485 f.Kr. til 465 f.Kr.. Han tilhørte Achæmenide-dynastiet og var søn af Dareios I. Xérxēs (Ξέρξης) er den græske form for det oldpersiske Xšayāršā, der betyder "heltenes hersker". 
Xerxes 1. foretog i 480-479 f.Kr. et mislykket togt mod Grækenland. I 480 f.Kr. lykkedes det at erobre store dele af Grækenland, herunder Athen, men Xerxes 1. blev besejret i søslaget ved Salamis. I 479 f.Kr. led Xerxes 1. det endelige nederlag ved Platæa. Hans grav er udhugget i klippen ved Naqsh-i-Rustam tæt ved Persepolis.

## Invasionen af det græske hovedland
Dareios I efterlod til sin søn opgaven med at straffe athenerne, naxianerne og eretrianerne for deres indgreb i den joniske opstand og det persiske nederlag ved Marathon. Fra 483 f.Kr. forberedte kong Xerxes sin ekspedition med omhu: En kanal blev gravet gennem landtangen på halvøen Athos, to broer blev bygget over strædet Hellesponten, forsyninger blev samlet i en station ved vejen gennem Thrakien. Ifølge Herodot endte Xerxes' første forsøg på bygge bro over Hellesponten med at en storm ødelagde hør- og papyrusbroen. Xerxes beordrede, at Hellesponten blev pisket 300 gange, og at slavelænker blev kastet i vandet, hvorefter en tjener spottede: "Du bitre vand! Min herre pålægger dig denne straf, fordi du har fornærmet ham, skønt han ikke har gjort dig noget ondt. Men kong Xerxes vil overskride dig, hvad enten du vil eller ej. Det er med god grund, at intet menneske ofrer til dig, du der både er snavset og salt!" 
Xerxes' andet forsøg på at bygge broen var en succes. Xerxes sluttede forbund med Karthago og fratog Hellas støtten fra de mægtige monarker af Syrakus og Agrigento. Desuden valgte mange mindre hellenske stater persisk side: især Thessalien, Theben og Argos. Xerxes drog med en stor flåde og hær. Herodot hævdede, at der var over to millioner soldater fra Sardes i foråret 480 f.Kr. 
Xerxes sejrede i de indledende kampe. I slaget ved Thermopylæ kæmpede en lille hærstyrke anført af spartanernes kong Leonidas mod den meget større persiske styrke, men blev nedkæmpet. Efter Thermopylæ blev Athen erobret, og athenerne og spartanerne blev drevet tilbage mod deres sidste forsvarslinje ved Korinths landtange og ud i den Saroniske Bugt. Ved Artemis var udfaldet af kampen tvivlsomt, da store storme havde ødelagt græske skibe. Kampen blev også standset tidligere, da hellenerne hørte om nederlaget ved Thermopylæ og trak sig tilbage. Xerxes var forledt til at angribe den græske flåde under ugunstige forhold. 
Xerxer er nævnt i Bibel i Esters bog hvor han kaldes Ahasverus.